# Land van Rode

Land van Rode

Das Land van Rode, synonym auch Land van ʼs-Hertogenrode oder Roderland, ist eine historische Bezeichnung für das ehemals zusammengehörige Gebiet der Städte Kerkrade (Niederlande) und Herzogenrath (Deutschland). Im Kern umfasst es die ehemalige Herrschaft Herzogenrath, aus der die heutigen Städte Kerkrade, Herzogenrath sowie Übach-Palenberg nebst einer Anzahl mittlerweile unselbständiger Orte hervorgegangen sind. Die Besitzungen der um 1800 säkularisierten Abtei Rolduc gehörten ebenfalls hierzu.
Die beiden Städte, die erst durch die Grenzziehung infolge des Wiener Kongresses (1815) voneinander getrennt wurden, kooperieren seit 1998 offiziell in Form einer Körperschaft unter dem Namen Eurode. Ziel ist die Verbesserung der Kontakte zwischen beiden Städten auf allen Ebenen. Eurode greift mit dem Namen ebenfalls auf die historische Bezeichnung des Gebietes zurück.
Das Gebiet umfasste folgende Orte:
Herzogenrath und Merkstein (heute Herzogenrath), Übach und die Exklave Ubach over Worms (Teil des Dingstuhl Übach) sowie Welz mit Rurdorf (an der Rur, heute Linnich), Alsdorf (das bis 1778 ein hohes Maß an Autonomie besaß), Gulpen, Kerkrade, Margraten, Simpelveld mit Bocholtz und Vaals.